# BAFTA (премия, 2011)
64-я церемония вручения наград премии BAFTA

13 февраля 2011
Лучший фильм: 

Король говорит! 

The King’s Speech
Лучший британский фильм: 

Король говорит! 

The King’s Speech
Лучший неанглоязычный фильм: 

Девушка с татуировкой дракона 

Män som hatar kvinnor
< 63-я Церемонии вручения 65-я >
64-я церемония вручения наград премии BAFTA, учреждённой Британской академией кино и телевизионных искусств, за заслуги в области кинематографа за 2010 год состоялась 13 февраля 2011 года, в Королевском театре Ковент-Гарден, в Лондоне. Церемонию провёл Джонатан Росс.
Во вторник, 18 января 2011 года, председатель Британской академии Тим Корри, актёры Доминик Купер и Талула Райли огласили список номинантов премии.
Наибольшее количество номинаций получила картина Тома Хупера «Король говорит!», она упомянута в четырнадцати категориях. На втором месте фильм Даррена Аронофски «Чёрный лебедь» (12 номинаций), на третьем — фильм Кристофера Нолана «Начало» (9 номинаций). Биографическая лента Дэвида Финчера «Социальная сеть», ставшая фаворитом на 68-й церемонии вручения премии «Золотой глобус», заявлена лишь в шести категориях.
Скончавшийся 2 января 2011 года британский актёр Пит Постлетуэйт был номинирован посмертно за роль второго плана в картине Бена Аффлека «Город воров».
Почётная награда Британской киноакадемии BAFTA Academy Fellowship Award вручена Кристоферу Ли. Награду за вклад в развитие британского кинематографа получили создатель книг о Гарри Поттере Джоан Роулинг и продюсер всех фильмов о мальчике-волшебнике Дэвид Хейман.
Триумфатором церемонии стала кинолента «Король говорит!», она завоевала семь наград из четырнадцати возможных, в том числе в номинациях «Лучший фильм» и «Лучший британский фильм». Лучшим актёром второй год подряд назван Колин Фёрт, лучшей актрисой стала Натали Портман. Звания лучшего режиссёра удостоился Дэвид Финчер за работу над фильмом «Социальная сеть».

## Лауреаты и номинанты
Количество наград/общее количество номинаций:
- 7/14: «Король говорит!»
- 3/9: «Начало»
- 3/6: «Социальная сеть»
- 2/5: «Алиса в Стране чудес»
- 1/12: «Чёрный лебедь»
- 1/8: «Железная хватка»
- 0/8: «127 часов»
- 0/4: «Детки в порядке», «Сделано в Дагенхэме»

Здесь приведён полный список лауреатов и номинантов премии.
| Победители выделены отдельным цветом. |

### Основные категории
| Категории                                | Номинанты                                                                                                  |
| ---------------------------------------- | --- |
| Лучший фильм                             | • «Король говорит!» — Иэн Каннинг, Эмиль Шерман, Гарет Анвин                                               |
| Лучший фильм                             | • «Железная хватка» — Скотт Рудин, Джоэл Коэн, Итан Коэн                                                   |
| Лучший фильм                             | • «Начало» — Эмма Томас, Кристофер Нолан                                                                   |
| Лучший фильм                             | • «Социальная сеть» — Скотт Рудин, Дана Брунетти, Шон Чаффин, Майкл Де Лука                                |
| Лучший фильм                             | • «Чёрный лебедь» — Майк Медэвой, Брайан Оливер, Скотт Франклин                                            |
| Лучший британский фильм                  | • «Король говорит!» — Том Хупер, Дэвид Сайдлер, Иэн Каннинг, Эмиль Шерман, Гарет Анвин                     |
| Лучший британский фильм                  | • «127 часов» — Дэнни Бойл, Саймон Бофой, Кристиан Колсон, Джон Смитсон                                    |
| Лучший британский фильм                  | • «Ещё один год» — Майк Ли, Джорджина Лоу                                                                  |
| Лучший британский фильм                  | • «Сделано в Дагенхэме» — Найджел Коул, Уильям Айвори, Элизабет Карлсен, Стивен Уолли                      |
| Лучший британский фильм                  | • «Четыре льва» — Крис Моррис, Джесси Армстронг, Сэм Бэйн, Марк Херберт, Деррин Шлезингер                  |
| Лучший неанглоязычный фильм              | • «Девушка с татуировкой дракона» (режиссёр Нильс Арден Уплев, страна — Швеция, Дания, Германия, Норвегия) |
| Лучший неанглоязычный фильм              | • «Бьютифул» (режиссёр Алехандро Иньярриту, страна — Мексика)                                              |
| Лучший неанглоязычный фильм              | • «Тайна в его глазах» (режиссёр Хуан Хосе Кампанелья, страна — Аргентина)                                 |
| Лучший неанглоязычный фильм              | • «Люди и боги» (режиссёр Ксавье Бовуа, страна — Франция)                                                  |
| Лучший неанглоязычный фильм              | • «Я — это любовь» (режиссёр Лука Гуаданьино, страна — Италия)                                             |
| Лучшая режиссёрская работа               | • Дэвид Финчер — «Социальная сеть»                                                                         |
| Лучшая режиссёрская работа               | • Даррен Аронофски — «Чёрный лебедь»                                                                       |
| Лучшая режиссёрская работа               | • Дэнни Бойл — «127 часов»                                                                                 |
| Лучшая режиссёрская работа               | • Кристофер Нолан — «Начало»                                                                               |
| Лучшая режиссёрская работа               | • Том Хупер — «Король говорит!»                                                                            |
| Лучшая мужская роль                      | • Колин Фёрт — «Король говорит!»                                                                           |
| Лучшая мужская роль                      | • Джесси Айзенберг — «Социальная сеть»                                                                     |
| Лучшая мужская роль                      | • Хавьер Бардем — «Бьютифул»                                                                               |
| Лучшая мужская роль                      | • Джефф Бриджес — «Железная хватка»                                                                        |
| Лучшая мужская роль                      | • Джеймс Франко — «127 часов»                                                                              |
| Лучшая женская роль                      | • Натали Портман — «Чёрный лебедь»                                                                         |
| Лучшая женская роль                      | • Аннетт Бенинг — «Детки в порядке»                                                                        |
| Лучшая женская роль                      | • Джулианна Мур — «Детки в порядке»                                                                        |
| Лучшая женская роль                      | • Нуми Рапас — «Девушка с татуировкой дракона»                                                             |
| Лучшая женская роль                      | • Хейли Стейнфилд — «Железная хватка»                                                                      |
| Лучшая мужская роль второго плана        | • Джеффри Раш — «Король говорит!»                                                                          |
| Лучшая мужская роль второго плана        | • Кристиан Бейл — «Боец»                                                                                   |
| Лучшая мужская роль второго плана        | • Эндрю Гарфилд — «Социальная сеть»                                                                        |
| Лучшая мужская роль второго плана        | • Пит Постлетуэйт — «Город воров»                                                                          |
| Лучшая мужская роль второго плана        | • Марк Руффало — «Детки в порядке»                                                                         |
| Лучшая женская роль второго плана        | • Хелена Бонэм Картер — «Король говорит!»                                                                  |
| Лучшая женская роль второго плана        | • Эми Адамс — «Боец»                                                                                       |
| Лучшая женская роль второго плана        | • Лесли Мэнвилл — «Ещё один год»                                                                           |
| Лучшая женская роль второго плана        | • Миранда Ричардсон — «Сделано в Дагенхэме»                                                                |
| Лучшая женская роль второго плана        | • Барбара Херши — «Чёрный лебедь»                                                                          |
| Лучший анимационный полнометражный фильм | • «История игрушек: Большой побег» — Ли Анкрич                                                             |
| Лучший анимационный полнометражный фильм | • «Гадкий я» — Крис Рено, Пьер Коффен                                                                      |
| Лучший анимационный полнометражный фильм | • «Как приручить дракона» — Крис Сандерс, Дин Деблуа                                                       |
| Лучший адаптированный сценарий           | • «Социальная сеть» — Аарон Соркин                                                                         |
| Лучший адаптированный сценарий           | • «127 часов» — Саймон Бофой, Дэнни Бойл                                                                   |
| Лучший адаптированный сценарий           | • «Девушка с татуировкой дракона» — Николай Арсель, Расмус Хейстерберг                                     |
| Лучший адаптированный сценарий           | • «Железная хватка» — Джоэл Коэн, Итан Коэн                                                                |
| Лучший адаптированный сценарий           | • «История игрушек: Большой побег» — Майкл Арндт                                                           |
| Лучший оригинальный сценарий             | • «Король говорит!» — Дэвид Сайдлер                                                                        |
| Лучший оригинальный сценарий             | • «Боец» — Скотт Силвер, Пол Тамаси, Эрик Джонсон                                                          |
| Лучший оригинальный сценарий             | • «Детки в порядке» — Лиза Холоденко, Стюарт Блумберг                                                      |
| Лучший оригинальный сценарий             | • «Начало» — Кристофер Нолан                                                                               |
| Лучший оригинальный сценарий             | • «Чёрный лебедь» — Марк Хейман, Андрес Хайнц, Джон МакЛафлин                                              |

### Другие категории
| Категории                                                    | Номинанты                                                                                           |
| ------------------------------------------------------------ | --------------------------------------------------------------------------------------------------- |
| Лучшая музыка к фильму                                       | • «Король говорит!» — Александр Деспла                                                              |
| Лучшая музыка к фильму                                       | • «127 часов» — А. Р. Рахман                                                                        |
| Лучшая музыка к фильму                                       | • «Алиса в Стране чудес» — Дэнни Эльфман                                                            |
| Лучшая музыка к фильму                                       | • «Как приручить дракона» — Джон Пауэлл                                                             |
| Лучшая музыка к фильму                                       | • «Начало» — Ханс Циммер                                                                            |
| Лучшая операторская работа                                   | • «Железная хватка» — Роджер Дикинс                                                                 |
| Лучшая операторская работа                                   | • «127 часов» — Энтони Дод Мэнтл, Энрике Чедьяк                                                     |
| Лучшая операторская работа                                   | • «Король говорит!» — Дэнни Коэн                                                                    |
| Лучшая операторская работа                                   | • «Начало» — Уолли Пфистер                                                                          |
| Лучшая операторская работа                                   | • «Чёрный лебедь» — Мэтью Либатик                                                                   |
| Лучшие визуальные эффекты                                    | • «Начало» — Пол Дж. Франклин, Крис Корбоулд, Эндрю Локли и Питер Бебб                              |
| Лучшие визуальные эффекты                                    | • «Алиса в Стране чудес» — Кен Ралстон, Дэвид Шауб, Кэри Виллегас и Шон Филлипс                     |
| Лучшие визуальные эффекты                                    | • «Гарри Поттер и Дары Смерти: часть 1» — Тим Бёрк, Джон Ричардсон, Николас Айтхади и Кристиан Манц |
| Лучшие визуальные эффекты                                    | • «История игрушек: Большой побег» — Гуидо Куарони, Майкл Фонг, Дэвид Рью                           |
| Лучшие визуальные эффекты                                    | • «Чёрный лебедь» — Дэн Шрекер, Хенрик Фетт, Майкл Кэптон, Брэд Калиновски                          |
| Лучший грим                                                  | • «Алиса в Стране чудес» — Вэлли О’Райлли, Пол Гух                                                  |
| Лучший грим                                                  | • «Гарри Поттер и Дары Смерти: часть 1» — Аманда Найт, Лиза Томлин                                  |
| Лучший грим                                                  | • «Король говорит!» — Фрэнсис Хэннон                                                                |
| Лучший грим                                                  | • «Сделано в Дагенхэме» — Лиззи Янни Джорджиу                                                       |
| Лучший грим                                                  | • «Чёрный лебедь» — Джуди Чин, Джорди Шеффер                                                        |
| Лучший дизайн костюмов                                       | • «Алиса в Стране чудес» — Коллин Этвуд                                                             |
| Лучший дизайн костюмов                                       | • «Железная хватка» — Мэри Зофрис                                                                   |
| Лучший дизайн костюмов                                       | • «Король говорит!» — Дженни Беван                                                                  |
| Лучший дизайн костюмов                                       | • «Сделано в Дагенхэме» — Луиза Стьернсуорд                                                         |
| Лучший дизайн костюмов                                       | • «Чёрный лебедь» — Эми Уэсткотт                                                                    |
| Лучшая работа художника-постановщика                         | • «Начало» — Гай Хендрикс Диас, Ларри Диас, Даг Моуэт                                               |
| Лучшая работа художника-постановщика                         | • «Алиса в Стране чудес» — Роберт Стромберг, Карен О’Хара                                           |
| Лучшая работа художника-постановщика                         | • «Железная хватка» — Джесс Гонкор, Нэнси Хэй                                                       |
| Лучшая работа художника-постановщика                         | • «Король говорит!» — Ив Стюарт, Джуди Фарр                                                         |
| Лучшая работа художника-постановщика                         | • «Чёрный лебедь» — Тереза ДеПре, Тора Питерсон                                                     |
| Лучший монтаж                                                | • «Социальная сеть» — Энгус Уолл, Кирк Бакстер                                                      |
| Лучший монтаж                                                | • «127 часов» — Джон Харрис                                                                         |
| Лучший монтаж                                                | • «Король говорит!» — Тарик Анвар                                                                   |
| Лучший монтаж                                                | • «Начало» — Ли Смит                                                                                |
| Лучший монтаж                                                | • «Чёрный лебедь» — Эндрю Уайзблум                                                                  |
| Лучший звук                                                  | • «Начало» — Ричард Кинг, Лора Хиршберг, Гэри А. Риццо, Эд Новик                                    |
| Лучший звук                                                  | • «127 часов» — Гленн Фримантл, Иэн Тэпп, Ричард Прайк, Стивен Ланьери, Дуглас Кэмерон              |
| Лучший звук                                                  | • «Железная хватка» — Скип Ливсей, Крэйг Бёрки, Грег Орлофф, Питер Курлэнд, Дуглас Акстелл          |
| Лучший звук                                                  | • «Король говорит!» — Джон Мидгли, Ли Уолпол, Пол Хэмблин                                           |
| Лучший звук                                                  | • «Чёрный лебедь» — Кен Ишии, Крэйг Хениган, Доминик Тавелла                                        |
| Лучший анимационный короткометражный фильм                   | • The Eagleman Stag — Майкл Плиз                                                                    |
| Лучший анимационный короткометражный фильм                   | • Matter Fisher — Дэвид Проссер                                                                     |
| Лучший анимационный короткометражный фильм                   | • Thursday — Маттиас Хоугг                                                                          |
| Лучший короткометражный фильм                                | • Until The River Runs Red — Пол Райт, Посс Кондитис                                                |
| Лучший короткометражный фильм                                | • Connect — Сэмюэл Абрахамс, Бо Гордон                                                              |
| Лучший короткометражный фильм                                | • Lin — Пирс Томпсон, Саймон Хессел                                                                 |
| Лучший короткометражный фильм                                | • Rite — Майкл Пирс, Росс МакКензи, Пол Уэлш                                                        |
| Лучший короткометражный фильм                                | • Turning — Карни Ариэли, Сол Фрид, Алисон Стерлинг, Кэт Армур-Браун                                |
| Лучший дебют британского сценариста, режиссёра или продюсера | • «Четыре льва» — Крис Моррис (режиссёр, сценарист)                                                 |
| Лучший дебют британского сценариста, режиссёра или продюсера | • The Arbor — Клио Барнард (режиссёр), Трэйси О’Риордан (продюсер)                                  |
| Лучший дебют британского сценариста, режиссёра или продюсера | • Skeletons — Ник Уитфилд (режиссёр, сценарист)                                                     |
| Лучший дебют британского сценариста, режиссёра или продюсера | • «Выход через сувенирную лавку» — Бэнкси (режиссёр), Джейми Д’Крус (продюсер)                      |
| Лучший дебют британского сценариста, режиссёра или продюсера | • «Монстры» — Гарет Эдвардс (режиссёр, сценарист)                                                   |
| Восходящая звезда                                            | • Том Харди                                                                                         |
| Восходящая звезда                                            | • Джемма Артертон                                                                                   |
| Восходящая звезда                                            | • Аарон Джонсон                                                                                     |
| Восходящая звезда                                            | • Эндрю Гарфилд                                                                                     |
| Восходящая звезда                                            | • Эмма Стоун                                                                                        |